# Něžné kuře
Něžné kuře (originální francouzský název Tendre Poulet) je francouzský hraný film z roku 1978, který režíroval Philippe de Broca podle vlastního scénáře. Předlohou filmu byl román Le Frelon, který napsal Jean-Paul Rouland. Detektivní komedie popisuje vztah policejní komisařky a vysokoškolského profesora. Volné pokračování tohoto filmu bylo natočeno pod názvem Ukradli torzo Jupitera v roce 1980, celý děj pokračování se už ale odehrává v Řecku.

## Děj
Lise Tanquerellová je policejní komisařka a Antoine Lemercier profesor starověké řečtiny. Seznámí se při autonehodě, při které Lisin vůz narazí do Antoinova mopedu. Lisa mu pomůže dopravit se na přednášku do Sorbonny a zde zjistí, že se znají už ze školy. Antoine ji pozve na pěvecké vystoupení před kostel Saint-Germain-l'Auxerrois, odkud musí ale Lisa narychlo odjet. Toho večera je po boxerském utkání v Salle Wagram zavražděn poslanec a bývalý ministr průmyslu Grandville a Lise je případ přidělen. Podezřelý je Alexandre Mignonac, jiný poslanec, který se se zavražděným krátce před tím popral kvůli milence. Ten policii uteče a skrývá se u své další milenky Christine Vallierové. Lisa před Antoinem tají, že je policistka, protože Antoine nemá policisty rád. Na Place de la République je při demonstraci zavražděn další poslanec. Lisa tam jede i s Antoinem. Také tento poslanec byl milencem Christine. Oba byli zavražděni šídlem se zvláštním znakem leoparda. Jako třetí je stejným způsobem zavražděn Alexandre Mignonac. Lisa je z případu odvolána a vyšetřování povede komisař Beretti. Lisa zjistí, že vražedné nástroje pocházejí z bývalé továrny, která stojí naproti domu, kde bydlí Christine. Vrahem je někdo, kdo Christine sleduje. Lisa jí tuto skutečnost zavolá. Christine zrovna čeká na komisaře Berettiho. Ten se do továrny vypraví a je také zavražděn. Lisa se do továrny vypraví s policisty a vraha vyruší. Ten jako rukojmí vezme Antoina. Následuje automobilová honička, vrah je dopaden až druhý den ráno a Antoine je osvobozen.

## Obsazení
| Annie Girardotová   | Lisa Tanquerellová      |
| Philippe Noiret     | Antoine Lemercier       |
| Catherine Alric     | Christine Vallierová    |
| Hubert Deschamps    | Charmille               |
| Paulette Dubost     | matka Lisy              |
| Roger Dumas         | inspektor Marcel Guérin |
| Guy Marchand        | komisař Beretti         |
| Simone Renant       | Suzanne, teta Lisy      |
| Georges Wilson      | Alexandre Mignonac      |
| Henri Czarniak      | inspektor Cassard       |
| Jacques Frantz      | inspektor Verdier       |
| Alain David-Gabison | Lavergne                |